# Katastrofa lotu Condor 3782
Katastrofa lotu Condor 3782 – rejs z 2 stycznia 1988 roku samolotu Boeing 737 niemieckiej linii Condor, który rozbił się w pobliżu miejscowości Seferihisar w Turcji. Wszyscy na pokładzie zginęli – 11 pasażerów i 5 członków załogi. Przyczyną wypadku była awaria wiązki ILS podczas lądowania. Samolot rozbił się o wzgórze Dümentepe.

## Lot
Czarterowy lot 3782 rozpoczął się na lotnisku Echterdingen w Stuttgarcie i miał zakończyć na lotnisku Izmir-Adnan Menderes, transportując 11 pasażerów na wakacje do Turcji. Załogę tego dnia stanowili 48-letni kapitan Wolfgang Hechler oraz 33-letni pierwszy oficer Helmut Zöller. Piloci ustawili autopilota na podejście do lądowania na pasie 35 lotniska Izmir według ścieżki schodzenia ILS. Samolot schodził do wysokości markera zewnętrznego, gdy nagle maszyna uderzyła we wzgórze Dümentepe, 17 kilometrów od lotniska. Nikt nie przeżył, zginęło 16 osób.

## Przyczyny
Śledztwo wykazało, że przyczyną wypadku było nieodpowiednie skoordynowanie pracy załogi podczas podejścia ILS oraz zejście poniżej ścieżki schodzenia do drogi startowej 35. Podczas nagrania rejestratora rozmów można było usłyszeć, jak kapitan krytykował oraz obrażał drugiego pilota, co z pewnością mogło mieć wpływ na skupienie się na obowiązkach.